# Course en ligne féminine aux championnats du monde de cyclisme sur route 1963
Navigation
1962 1964
La course en ligne féminine aux championnats du monde de cyclisme sur route 1963 a lieu le 8 août 1963 à Renaix en Belgique. Cette édition est remportée par la Belge Yvonne Reynders.

## Classement
|                                    | Coureuse               | Pays             |    | Temps          |
| ---------------------------------- | ---------------------- | ---------------- | -- | -------------- |
| Médaille d'or, Coupe du Monde      | Yvonne Reynders        | Belgique         | en | 2 h 3 min 18 s |
| Médaille d'argent, Coupe du Monde  | Rosa Sels              | Belgique         | +  |                |
| Médaille de bronze, Coupe du Monde | Aino Puronen           | Union soviétique |    |                |
| 4                                  | Simone Ellegeest       | Belgique         |    |                |
| 5                                  | Patricia Pepper        | Royaume-Uni      |    |                |
| 6                                  | Ann Illingworth        | Royaume-Uni      |    |                |
| 7                                  | Nina Brikhs            | Union soviétique |    |                |
| 8                                  | Valentina Kirilova     | Union soviétique |    |                |
| 9                                  | Elsy Jacobs            | Luxembourg       |    |                |
| 10                                 | Marie-Rose Gaillard    | Belgique         |    |                |
| 11                                 | Luba Rjabchenko        | Union soviétique |    |                |
| 12                                 | Renée Vissac           | France           |    |                |
| 13                                 | Marie-Thérèse Naessens | Belgique         |    |                |
| 14                                 | Renée Thuin            | Belgique         |    |                |
| 15                                 | Jo Bowers              | Royaume-Uni      |    |                |
| 16                                 | Valerie Rushworth      | Royaume-Uni      |    | 3 min 52 s     |
| 17                                 | Liliane Cleiren        | Belgique         |    | 3 min 52 s     |
| 18                                 | Zoja Chakhova          | Union soviétique |    | 3 min 52 s     |
| 19                                 | Renée Ganneau          | France           |    | 3 min 52 s     |
| 20                                 | Susan Crow             | Royaume-Uni      |    | 10 min 9 s     |
| 21                                 | Reul Youm Bo           | Corée du Sud     |    | 10 min 39 s    |
| 22                                 | Andrée Flageolet       | France           |    | 12 min 30 s    |
| 23                                 | Zo Yen Yeuriz          | Corée du Sud     |    | 12 min 30 s    |
| 24                                 | Simone Boubechiche     | France           |    | 12 min 36 s    |
| 25                                 | Fernande Ludwig        | Luxembourg       |    | 12 min 36 s    |